# Autour pie
Tachyspiza albogularis
Espèce
Statut de conservation UICN

 LC  : Préoccupation mineure
Statut CITES
L'Autour pie (Tachyspiza albogularis) est une espèce d'oiseaux appartenant à la famille des Accipitridae.

## Distribution
Cet oiseau est répandu à travers l'archipel des Salomon.

## Sous-espèces
D'après la classification de référence (version 14.1, 2024) de l'Union internationale des ornithologues, l'Autour pie possède 5 sous-espèces (ordre philogénique) :
- T. a. eichhorni Hartert, EJO, 1926 — îles Feni ;
- T. a. woodfordi (Sharpe, 1888) — de Buka à Malaita et Ulawa ;
- T. a. gilva Mayr, 1945 — Nouvelle-Géorgie ;
- T. a. albogularis Gray, GR, 1870 — Makira ;
- T. a. sharpei (Oustalet, 1875) — Utupua et Vanikoro.